# Блоссій Емілій Драконцій
Блоссій Емілій Драконцій (лат. Blossius Aemilius Dracontius; близько 455 — бл. 505) — латинський християнський поет, ритор, правник часів падіння Римської імперії.

## Життєпис
Походив з африканської сенаторською сім'ї Еміліїв, предки яких були вільновідпущениками патриціанського роду часів Римської республіки. Драконцій отримав ґрунтовну риторичну освіту, практикував як оратор і адвокат у Карфагені.
Після захоплення північної Африки вандалами зумів зберегти свої маєтки та права сенатора. У 484 році промова на честь візантійського імператора Зенона стала причиною того, що Драконцій разом з усією родиною був запроторений до в'язниці королем вандалів Гунтамундом (484–496). Він був звільнений тільки в царювання Тразімунда (496–523). Помер приблизно у 505 році.

## Творчість
Драконцій є автором збірки з 158 елегійних дистихів «Задоволення», в якій після довгої молитви Богу поет розкаюється у своїй помилці і просить розгніваного короля Гунтамунда про прощення. Оскільки поема не виправдала покладених на неї очікувань, Драконцій написав там же, у висновку, іншій твір, який приніс йому славу — «Хвала Господу», відомий під назвою «Гексамерон». У 3 книгах поет прославляв справедливість і милосердя Бога, що виявилося у створенні Світу, охороні миру і його пристосуванні до життя як людей, покірних Божій волі (це проілюстровано прикладами зі Старого Завіту), так і людей, що уславилися відважними вчинками, переважно герої античності. Подібного ж милосердя поет очікує від владики вандалів. Твір цей відомий також у відредагованій і переробленій версії Євгена Толедського у VII ст.
Драконцій є також автором 10 невеликих творів на античну тематику (9 написаних гекзаметром і 1 — трохеїчним тетраметром), що являють собою єдину збірку під «Римські пісні», що увібрала й інші твори, на цей час уже втрачені. Серед збережених відомі 2 епіталами (весільні пісні), 2 твори, присвячені вчителю Драконція Феліціану, міфологічні твори про Гіласа і Геркулеса, а також 2 епілія про Олену та Медею.
Є автором втраченої поеми, присвяченої королю вандалів Тразімунду.

## Мова
Писав традиційною поетичною мовою і знав не лише Біблію, а й давніх авторів, намагався слідувати класичним зразкам. У його творчості вистачає і характерних для його епохи відступів від класичних норм як в області мови, так і у віршуванні. Належить до найбільш видатних поетів своєї епохи. Його читали і його наслідували, особливо в Іспанії VII ст.